# Extreme Rules 2013
Extreme Rules 2013 was een professioneel worstel-pay-per-viewevenement, dat georganiseerd werd door de WWE. Dit evenement was de 5de editie van Extreme Rules en vond plaats in de Scottrade Center in Saint Louis (Missouri) op 19 mei 2013.

## Matchen
| Nr.                                                                          | Match | Winnaar(s)        |
| ---------------------------------------------------------------------------- | --- | ----------------- |
| PS                                                                           | The Miz vs. Cody Rhodes in een een-op-eenmatch                                                                                | The Miz           |
| 1                                                                            | Chris Jericho vs. Fandango (met Summer Rae) in een een-op-eenmatch                                                            | Chris Jericho     |
| 2                                                                            | Kofi Kingston (c) vs. Dean Ambrose in een een-op-eenmatch voor het United States Championship                                 | Dean Ambrose (nc) |
| 3                                                                            | Sheamus vs. Mark Henry in een Strap match                                                                                     | Sheamus           |
| 4                                                                            | Alberto Del Rio vs. Jack Swagger in een "I Quit" match om een no. 1 contender positie voor het World Heavyweight Championship | Alberto Del Rio   |
| 5                                                                            | Team Hell No (Kane & Daniel Bryan) (c) vs. The Shield (Seth Rollins & Roman Reigns) voor het WWE Tag Team Championship        | The Shield (nc)   |
| 6                                                                            | Randy Orton vs. Big Show in een Extreme Rules match                                                                           | Randy Orton       |
| 7                                                                            | John Cena (c) vs. Ryback in een Last Man Standing match voor het WWE Championship                                             | geen winnaar      |
| 8                                                                            | Brock Lesnar (met Paul Heyman) vs. Triple H in een Steel Cage match                                                           | Brock Lesnar      |
| (c) huidige kampioen voor en na de match \| (nc) nieuwe kampioen na de match | |                   |